# 2. април
2. април (02.04) је 92. дан у години по грегоријанском календару (93. у преступној години). До краја године има још 273 дана.

## Догађаји
- 1453 — Отпочела турска опсада Цариграда која је довела до његовог пада у уторак 29. маја.
- 1513 — Шпански истраживач Хуан Понсе де Леон је први пут угледао копно које представља данашњу Флориду.
- 1792 — Према Закону о ковању, основана је Ковница САД, а амерички долар је озакоњен као новчана јединица САД.
- 1801 — Британске снаге под водством адмирала Хорејшија Нелсона поразиле данску флоту у бици код Копенхагена.
- 1860 — У Торину се састао први италијански парламент.
- 1861 — У Сремским Карловцима састао се Благовештенски сабор, последњи политичи скуп Срба у Угарској.
- 1865 — Војска Севера је у трећем покушају заузеле Питерсбург, иако су чланови владе Конфедерација и већина преостале јужњачке војске успели да побегну.
- 1900 — Амерички Конгрес је усвојио Форакеров закон, који је Порторику пружио ограничену самоуправу.
- 1905 — Отворен је железнички тунел испод Алпа "Симплон" којим је Швајцарска повезана са Италијом.
- 1917 —
  - Амерички председник Вудро Вилсон је од Конгреса затражио објаву рата царској Немачкој.
  - Пред Војним судом за официре српске војске у Солуну је почео судски процес против групе официра на челу са пуковником Драгутином Димитријевићем Аписом, оптужених за припремање преврата и покушај атентата на регента Александра.
- 1930 — Хајле Селасије је проглашен за цара Етиопије, наследивши своју рођаку царицу Заудиту.
- 1944 — Совјетске трупе прешле су реку Прут у Другом светском рату и ушле у Румунију.
- 1958 — Прва појава Умпах-Пах Индијанца из истоименог стрипа аутора Албера Удерца и Ренеа Гошинија.
- 1960 — Француска је потписала споразум са Мадагаскаром којим је Мадагаскар постао независна држава, након 64 године француске колонијалне владавине.
- 1974 — У Титограду (Подгорица) основан је Универзитет Црне Горе.
- 1979 — Затварањем британске војне базе Малта је стекла пуну независност, чиме је окончано готово 80 година дуго британско присуство на том острву.
- 1979 — Из совјетске лабораторије за развој биолошког оружја у Свердловску су у ваздух случајно испуштене споре антракса, што је усмртило 66 особа и непознат број стоке.
- 1981 — Председништво СФРЈ прогласило је ванредно стање на Косову због демонстрација албанских студената које су почеле 11. марта под паролом "Косово-република".
- 1982 — Аргентинске војне снаге искрцале су се на Фолкландска Острва, британску колонију у Јужном Пацифику коју су чувала 84 британска маринца.
- 1999 — Власти у Београду преузеле су независни радио Б92.
- 2003 — Председавајући Председништва Босне и Херцеговине Мирко Шаровић поднео је оставку због афере извоза оружја Ваздухопловног завода "Орао" из Бијељине Ираку, који је био под санкцијама УН, и "шпијунске афере у Републици Српској".
- 2004 — Хашки трибунал обелоданио је оптужнице против шесторице хрватских официра и бивших званичника у хрватске републици Херцег-Босни. За злочине против човечности у западној Херцеговини 1992-1993. оптужени су: Јадранко Прлић, Слободан Праљак, Миливој Петковић, Бруно Стојић, Валентин Ћорић и Берислав Пушић.

## Рођења
- 742 — Карло Велики, франачки краљ и цар Светог римског царства. (прем. 814)[1]
- 1647 — Марија Сибила Меријан, швајцарска научница, позната по томе што је изучавала метаморфозу инсеката и биљака и скицирала их. (прем. 1717)[2]
- 1805 — Ханс Кристијан Андерсен, дански књижевник, најпознатији као писац бајки. (прем. 1875)[3]
- 1840 — Емил Зола, француски књижевник. (прем. 1902)[4]
- 1914 — Алек Гинис, енглески глумац. (прем. 2000)[5]
- 1926 — Милан Пузић, српски глумац. (прем. 1994)[6]
- 1927 — Ференц Пушкаш, мађарски фудбалер и фудбалски тренер. (прем. 2006)[7]
- 1928 — Серж Гензбур, француски музичар, композитор, песник, сликар, сценариста, писац, глумац и редитељ. (прем. 1991)
- 1933 — Ђерђ Конрад, мађарски књижевник. (прем. 2019)[8]
- 1936 — Милка Лукић, српска глумица. (прем. 2009)[9]
- 1939 — Марвин Геј, амерички музичар и музички продуцент. (прем. 1984)[10]
- 1939 — Јован Ристић, српски редитељ. (прем. 2013)[11]
- 1939 — Живан Сарамандић, српски оперски певач. (прем. 2012)[12]
- 1945 — Линда Хант, америчка глумица.
- 1946 — Сју Таунсенд, енглеска књижевница. (прем. 2014)[13]
- 1954 — Драган Окука, српски фудбалер и фудбалски тренер.[14]
- 1957 — Барбара Џордан, америчка тенисерка.[15]
- 1961 — Кристофер Мелони, амерички глумац.[16]
- 1962 — Кларк Грег, амерички глумац, редитељ и сценариста.[17]
- 1964 — Горан Каран, хрватски певач.[18]
- 1969 — Ајзеа Морис, амерички кошаркаш.[19]
- 1971 — Тод Вудбриџ, аустралијски тенисер.[20]
- 1972 — Бобан Дмитровић, српски фудбалер и фудбалски тренер.[21]
- 1973 — Розлин Санчез, порториканска глумица, музичарка и модел.[22]
- 1975 — Педро Паскал, чилеанско-амерички глумац.[23]
- 1975 — Нејт Хафман, амерички кошаркаш. (прем. 2015)[24]
- 1977 — Мајкл Фасбендер, ирски глумац.[25]
- 1981 — Бетани Џој Ленц, америчка глумица и музичарка.[26]
- 1981 — Антонис Фоцис, грчки кошаркаш.
- 1982 — Марко Амелија, италијански фудбалер и фудбалски тренер.[27]
- 1982 — Давид Ферер, шпански тенисер.[28]
- 1984 — Енгин Атсур, турски кошаркаш.[29]
- 1985 — Стефан Ламбијел, швајцарски клизач.[30]
- 1986 — Ибрахим Афелај, холандски фудбалер.[31]
- 1988 — Кимбер Џејмс, америчка порнографска глумица.[32]
- 1989 — Миленко Зорић, српски кајакаш.[33]
- 1989 — Гиорги Шермадини, грузијски кошаркаш.[34]
- 1990 — Миралем Пјанић, босанскохерцеговачки фудбалер.[35]
- 1991 — Милан Родић, српски фудбалер.[36]
- 1996 — Зак Брајан, амерички музичар.

## Смрти
- 1872 — Семјуел Ф. Б. Морзе, амерички физичар, проналазач телеграфа и Морзеове азбуке  (рођ. 1791)[37]
- 1908 — Божидар Карађорђевић, српски уметник и писац о уметности, светски путник и изданак српске династије Карађорђевић. (рођ. 1862)[38]
- 1965 — Илија Ђуричић, српски физиолог  (рођ. 1898)[39]
- 1974 — Жорж Помпиду, умро француски политичар и државник. (рођ. 1911)[40]
- 1995 — Ханес Алвен, шведски физичар, добитник Нобелове награде за физику. (рођ. 1908)[41]
- 2001 — Љиљана Крстић, глумица (рођ. 1919)
- 2003 — Ерик Џорџ Лаптхорн Биватер, енглески реуматолог и патолог. (рођ. 1910)
- 2005 — Папа Јован Павле II, римски папа (рођ. 1920)[42]
- 2007 — Жарко Петровић, југословенски одбојкаш (рођ. 1964)[43]
- 2010 — Стојанка Грозданов-Давидовић, књижевница, уредник Радио Београда. (рођ. 1940)

## Празници и дани сећања
- Српска православна црква слави:
  - Преподобне мученике Јована и друге
  - Свету мученицу Фотину
- Међународни дан књиге за децу
- Светски дан особа са аутизмом